# Kurt Feldt
Kurt Feldt, nemški general, * 22. november 1887, † 11. marec 1970.